# Municipio de Honey Point
El municipio de Honey Point (en inglés: Honey Point Township) es un municipio ubicado en el condado de Macoupin en el estado estadounidense de Illinois. En el año 2010 tenía una población de 155 habitantes y una densidad poblacional de 1,62 personas por km².

## Geografía
El municipio de Honey Point se encuentra ubicado en las coordenadas 39°13′39″N 89°45′7″O / 39.22750, -89.75194. Según la Oficina del Censo de los Estados Unidos, el municipio tiene una superficie total de 95.9 km², de la cual 95,88 km² corresponden a tierra firme y (0,02 %) 0,02 km² es agua.

## Demografía
Según el censo de 2010, había 155 personas residiendo en el municipio de Honey Point. La densidad de población era de 1,62 hab./km². De los 155 habitantes, el municipio de Honey Point estaba compuesto por el 99,35 % blancos, el 0,65 % eran afroamericanos. Del total de la población el 1,29 % eran hispanos o latinos de cualquier raza.